# الحارث بن عوف المري
الحَارِثُ بن عَوْف المري، من فرسان الجاهلية وسادات العرب، وأحد الذين حملوا ديات حرب داحس والغبراء مع هرم بن سنان، ثم أسلم الحارث بن عوف لاحقاً وحسن اسلامه. 

## نبذه
ذكرَ أَبُو عُبَيْدٍ في كتاب «الدِّيبَاجِ» أن من أيامُ العرب الطوال حرب داحس والغَبْراء بين بني عَبْس وفَزَارة؛ ثم حمل الحاملان دماءهم، وهم: هرم بن سنان والحارث بن عَوْف، فبَعث الله النبيّ صَلَّى الله عليه وسلم، وَقَدْ بَقي على الحارث بن عَوْف شيء من دمائهم، فأهدره في الإسلام. وكان النبيّ صَلَّى الله عليه وسلم خطب إليه ابنته، فقال: لا أرْضاها لك، إنّ بها سوءًا ولم يكن بها، فرجع فوجدها قد برصَتْ، فتزوجها ابْنُ عمها يزيد بن جَمرة المري، فولدت له شَبيبًا، فعرف بشبيب ابن البَرصاء. واسم البرصاء قرْصَافة: وقيل إن أباها قال: إن بها بياضًا، والعرب تكني عن البرص بالبياض، فقال: «لتكن كذلك»، فبرصت من وَقْتها. وقال الواقدي: قدم على وفَدْ بني مرة ثلاثة عشر رجلًا وعلى رأسهم الحارث بن عَوْف، وذلك مُنْصرف رسول الله صَلَّى الله عليه وسلم من غزوة تبوك، ثم جاؤوا إلى رسول الله صَلَّى الله عليه وسلم وهو في المدينة في مسجده، فقال الحارث بن عوف: يا رسول الله: إنّا قومك وعشيرتك، إنا من لؤي بن غالب، فذكر القصّة، فتبسّم رسول الله صَلَّى الله عليه وسلم، ثم جعل يسائله عن قومه وبلاده، ثم أجازَ الوفد بعشرة أواقي، عشرة أواقي، وفضل الحارث بن عوف أعطاه اثنتي عشرة أوقية، ورجعوا إلى بلادهم؛ وقيل أن الحارث بن عوف أتى النبيَّ صَلَّى الله عليه وسلم فقال: ابعث معي مَنْ يدعو إلى دينك فأنا له جار. فأرسل معه رجلا من الأنصار، فغدر به عشيرة الحارث فقتلوه، فقال حسان:
فجاء الحارث فاعتذر، وأعطى ديه الأنصاريّ، وقال: يا محمد، إني عائذ بك من لسان حسّان، فجعل الحارث يعتذر، ويقول: أنا بالله وبك يا رسول الله من شر ابن الفريعة؛ فوالله لو مزج البحر بشره لمزجه، فقال النبي صَلَّى الله عليه وسلم: «دَعْهُ يَا حَسَّانُ»، فقال حسان: قد تركته.
وكان الحارث بن عوف صاحب الحَمَالة الذي تكفل بالديات في حرب داحس والغبراء، وأحد رؤوس الأحزاب يوم الخندق، ولما قتل الأنصاري الذي أجاره بعث بديته سبعين بعيرًا، فأعطاها رسول الله صَلَّى الله عليه وسلم ورثته، وبعد أن أسلم الحارث بن عوف حَسُن إسلامُه، واستعمله النبي صَلَّى الله عليه وسلم على بني مرة.

## نسبه
- هو الحَارِثُ بن عَوْف بن أبي حَارِثة بن مُرّة بن نُشبة بن غَيْظ بن مرة بن عوف بن سعد بن ذبيان بن بَغِيض بن رَيْث بن غطفان بن سعد بن قيس عيلان بن مضر بن نزار بن معد بن عدنان.[3]

## قصة مصاهرته لأوس بن حارثة الطائي
يٌروى أن الحارث بن عوف المرّي قال يوماً لهرم بن سنان المري: أتراني أخطب إلى أحد فيردّني؟ قال: نعم، قال: ومن ذاك؟ قال:أوس بن حارثة الطائي.فقال الحارث لغلامه: أرحل بنا.
ففعل. فركبا حتى أتيا أوس، فلما رأى الحارث بن عوف قال: مرحباً بك ياحارث، قال الحارث: وبك. قال أوس: ماجاء بك! قال الحارث: جئتك خاطبا، قال أوس: لست هناك - أي رفض تزويجه - فانصرف أوس ولم يكلم الحارث. ودخل على امرأته مُغضباً وكانت من بني عبس، فقالت: من الرجل الذي وقف عليك فلم يطل ولم تكلمه؟ قال: ذاك سيد العرب الحارث بن عوف، قالت: فمالك لاتستنزله؟ قال: إنه استحمق، قالت: وكيف؟ قال: جاءني خاطبا، قالت: أفتريد أن تزوج بناتك؟ قال: نعم، فقالت: فإذا لم تزوج سيد العرب فمن؟ قال، قد كان ذلك، فقالت: فتدارك ماكان منك، قال: بماذا؟ قالت: تلحقه فتردّه، قال: كيف وقد فرط مني مافرط إليه؟فقالت: تقول له: إنك لقيتني مُقتضباً بأمر لم يتقدم مني فيه قول، فلم يكن عندي فيه من الجواب إلا ماسمعت، فانصرف ولك ماعندي كل ماأحببت! فإنه سيفعل، فركب في أثرهما، قال أوس: فرأيته فأقبلت على الحارث بن عوف ومايكلمني غمّاً، فقلت له: ياحارث لك ماطلبت. فدخل أوس على زوجته فقال لها: ادعي لي فلانه - يقصد أكبر بناته - فأتتهُ فقال: يابُنية، هذا الحارث بن عوف من سادة العرب، قد جاءني خاطباً، وقد أردت أن أزوجك منه، فماذا تقولين؟ قالت: لاتفعل، قال: ولمه؟ قالت: أني امرأة في وجهي ردّة وفي خلقي بعض العهُدة، ولست بابنة عمه فيرعى رحمي، وليس بجارك فيستحي منك، ولاآمنُ أن يرى مني مايكره فيطلقني، فيكون عليّ في ذلك مافيه، قال: قومي بارك الله فيك ادعي لي أختك وهي الوسطى فقال لها ماقال لأختها فأجابته بمثل جواب أختها وعددت عيوبها فقال: ادعي لي أختك الصغيرة فقال لها كما قال لهما فقالت الصغيرة: أنا الجميلة وجهاً، الصناع يداً، الرفيعة خلقاً، الحسيبة أباً، فإن طلقني فلا أخلف الله عليه بخير فقال: بارك الله عليك. فتزوجها الحارث بن عوف، ثم أمر الحارث ببيت فُضرب له وأنزله إياه، فلما هم بها قالت: مــه إعند أبي وإخوتي هذا؟ والله مالايكون. ثم أرتحل بها الحارث فسار ماشاءالله ثم انتحى بها ناحية، ولم يلبث أن عاد إليها، فقالت: أبنيت بأهلك؟ قال لا والله ؛ فقالت: أكما يُفعل بالأمة الجلبة؟ والسبية الأخيذة؟ لا والله حتى ينحر الجزر وتذبح الغنم وتدعو العرب وتعمل مايعمل لمثلي، يقول الحارث فقلت: والله إني لأرى همة وعقلاً، فرحل حتى قدم أهله وأحضر الأبل والغنم، ثم خلا بها ولم ينشب أن خرج، فقالت: أبنيت بأهلك؟ قال: لا، فقد أحضرنا من المال ماقد تريدين، فقالت: والله لقد ذكرت لي من الشرف مالاأراه فيك. فقال الحارث: وكيف؟ قالت: أتفرغُ للنساء والعرب يقتل بعضهما بعضا؟ - وكان ذلك في أيام حرب عبس وذبيان، حرب داحس والغبراء - فقال الحارث: فماذا تريدين؟ قالت: أخرج إلى هؤلاء القوم فأصلح بينهم، ثم أرجع إلى أهلك فلن يفوتك. قال خارجة: والله إني لأرى همة وعقلاً، قالت: فاخرج بنا، فخرجنا حتى أتينا القوم فمشينا بينهم بالصلح، فاصطلحوا وحملنا عنهم الديّات، فكانت ثلاثة الآف بعير في ثلاث سنين، فانصرفنا بأجمل الذكر.